# Villa de María
Villa de María (también conocida como Villa de María del Río Seco o Río Seco) es un municipio y localidad cabecera del departamento Río Seco, en el norte de la provincia de Córdoba, Argentina, a 26 km del límite con la provincia de Santiago del Estero.

## Historia
En tiempos prehispánicos la región se encontraba habitada por pueblos indígenas que tenían una antigüedad en la región de más de 8000 años. Esta región está atravesada por las Sierras de Sumampa, las cuales guardan numerosos testimonios de la vida indígena a través de los restos arqueológicos encontrados, como también morteros realizados en las rocas en las adyacencias de los ríos y en numerosas pinturas rupestres similares a las de cerro Colorado.
Sin embargo el asentamiento estable data del siglo XVII cuando los españoles construyeron una posta en el tramo del Camino Real que unía a la ciudad de Córdoba de la Nueva Andalucía con las regiones mineras del Alto Perú. La fundación oficial como pueblo la realizó el marqués Rafael de Sobremonte (1745-1827) en 1798 con el nombre de Río Seco. Tras las invasiones inglesas a Buenos Aires (en 1806) algunos de los prisioneros británicos fueron confinados a la zona de esta localidad.
Durante las guerras civiles que sufrió la Argentina en el siglo XIX el caudillo entrerriano Francisco Ramírez (1786-1821) halló la muerte combatiendo en Chañar Viejo, en las cercanías de Villa de María del Río Seco.
El nombre actual de la población le fue impuesto el 26 de mayo de 1858 por el gobernador provincial cordobés Roque Ferreyra (1810-1885).

### Primeros habitantes
Toda la región en la época precolombina estuvo habitada por dos tipos de aborígenes: los sanavirones (hacia el este del departamento) y los comechingones (en la zona serrana) que dejaron su impronta característica en los aleros de cerro Colorado y de diferentes lugares cercanos a Villa de María. Mucho antes que el Virrey Sobremonte fundara la Villa Real de María - en 1797 -, el lugar se conocía como Quilloamira o Quillovil (agua muerta o río seco en lengua aborigen).

### El Fuerte
Jerónimo Luis de Cabrera, tras fundar la ciudad de Córdoba el 6 de julio de 1573, "se encaminó hacia el norte hasta llegar, el 9 de diciembre del mismo año, al pueblo indígena de Quilloamira para otorgar una encomienda a Alonso Contreras". Por ese entonces los bravos abipones de Santiago del Estero y Chaco asolaban periódicamente la zona. La localidad de Villa de María tiene sus orígenes en los Fuertes que mandados a construir y defender las fronteras, poblaron gran parte de la provincia de Córdoba. Así tenemos que la Villa durante el tiempo de la colonia sirvió como guarnición militar dotada de armamentos y elementos de caballería encargadas de defender a la población del ataque constante de los malones invasores de los indios. Esta región fue por donde entró don Jerónimo Luis de Cabrera en el mismo año cuando iba camino hacia el sur para fundar la ciudad de Córdoba

### Fundación de la Villa
Existía desde antiguo un oratorio en el faldeo del cerro del Romero, pero su transformación en Fuerte y presidio data de 1760 y 1768 respectivamente. Más tarde llegó a ser asiento de la comandancia general de la frontera norte de la provincia.
Durante años, las defensas se erigieron en torno del templo, el cual quedó rodeado por altos muros de piedra, con cuatro torres, de suerte que esta iglesia -como la de muchos pueblos de la campaña- servía de fortaleza ante los malones.
Hacia 1797 el gobernador intendente de Córdoba dispone la fundación de la villa, tomando como base la población existente en torno del templo y la antigua posta por la cual pasaron muchos próceres en sus campañas al norte del país y hacia el Alto Perú.

### El Rescate
En el año 1744, un malón de indios azota el fuerte arrasando con todo lo que encuentra a su paso y llevándose como trofeo la imagen de la Virgen del Rosario que se veneraba en su humilde capilla. Los 'caris' (hombres fuertes) de Río Seco, al volver al fuerte lo encuentran devastado e incendiado. Juran entonces no probar bocado hasta rescatar la imagen de la Virgen. Se produce el encuentro con los aborígenes en las costas del Río Dulce, rescatándose la imagen de N. Sra. del Rosario (que desde entonces se la llama "La Cautivita"), las mujeres cautivas y las reses de ganado que habían sido robados. Esta historia está descripta por Leopoldo Lugones en su libro Romances del Río Seco.

### La Cautivita
La imagen de "La Cautivita" actualmente se conserva en la iglesia, frente a la plaza del pueblo y todos los años se realizan las fiestas patronales en su honor concluyendo la segunda semana del mes de octubre, fecha en que los riosecanos dispersados por todo el país, vuelven para encontrarse con sus familiares y con su pueblo. En dichas fiestas patronales el último sábado y frente a la iglesia, la Agrupación Gaucha "Jinetes de la Virgen Cautiva" representan las escenas del rescate. En la misma se pone en escena la lucha que tuvieron los caris y los indios, representados por pobladores del Río Seco.

### La cabeza de Ramírez
Corría el año de 1821 y el Supremo Entrerriano, como se conocía a Pancho Ramírez, era perseguido por López (caudillo santafecino). Entra en persecución por la provincia de Córdoba, acaudillada por Bustos. Al llegar a la zona de San Francisco del Chañar, es interceptada por una patrulla que había salido a esperarle proveniente del fuerte del Río Seco y comandada por el Coronel Francisco de Bedoya. Allí, luego de un combate en la fría mañana del 10 de julio le dan por vencido al querer volver el Pancho a rescatar a su amada Delfina. Es muerto y decapitado en el lugar, su cabeza trasladada y expuesta en el pueblo del Río Seco. El lugar donde fue expuesta es hoy recordada por un monolito a la memoria del Pancho Ramírez. Toda esta historia la cuenta Leopoldo Lugones en su libro Romances del Río Seco.

### EL PUEBLO
Villa de María de Río Seco es una población varias veces centenaria. Está ubicada sobre la Ruta Nacional N.º 9 en el km. 882. a 180 km al norte de la ciudad de Córdoba. Cabecera del Departamento Río Seco, su población asciende a los cinco mil habitantes lo que la hace el centro más poblado en kilómetros a la redonda y la principal del departamento. Su estratégica posición sobre la ruta Nacional N.º 9 ha permitido en los últimos años especialmente el crecimiento poblacional de la misma lo que redunda en mejores servicios y prestaciones para el visitante.
Villa de María del Río Seco, la Ciudad Real de la Poesía, como reza su escudo. Esta consideración se debe a que tiene el honor de ser la ciudad natal del poeta Leopoldo Lugones, quien dedicó bellos versos para describir lugares y acontecimientos de su terruño. En la actualidad se puede visitar el Museo Casa Natal de Leopoldo Lugones (Monumento Histórico Nacional).
En tiempos prehispánicos la región se encontraba habitada por pueblos indígenas que tenían una antigüedad en la región de más de 8000 años. Esta región está atravesada por las Sierras de Sumampa, las cuales guardan numerosos testimonios de la vida indígena a través de los restos arqueológicos encontrados, como también morteros realizados en las rocas en las adyacencias de los ríos y en numerosas pinturas rupestres similares a las de cerro Colorado.
Sin embargo el asentamiento estable data del siglo XVII cuando los españoles construyeron una posta en el tramo del Camino Real que unía a la ciudad de Córdoba de la Nueva Andalucía con las regiones mineras del Alto Perú. 
Esta villa posee antecedentes que se vinculan con los primeros tiempos de nuestra historia, ya que por allí pasó la expedición fundadora de Córdoba, procedente de Santiago del Estero. En diciembre de 1573, don Jerónimo Luis de Cabrera retornó a esta comarca y señaló a Quillovil é Isacate (primitivo nombre de Río Seco) como hitos demarcatorios de las jurisdicciones de Córdoba y Santiago del Estero. Era una de las postas que jalonaban el largo camino que unía a Córdoba con el Alto Perú
La fundación oficial como pueblo la realizó el gobernador intendente de Córdoba el marqués Rafael de Sobremonte (1745-1827) en 1798 con el nombre de Río Seco. Tras las invasiones inglesas a Buenos Aires (en 1806) algunos de los prisioneros británicos fueron confinados a la zona de esta localidad.
Durante las guerras civiles que sufrió la Argentina en el siglo XIX el caudillo entrerriano Francisco Ramírez (1786-1821) halló la muerte combatiendo en Chañar Viejo, en las cercanías de Villa de María del Río Seco.
El 26 de mayo de 1858, el gobernador Roque Ferreyra (1810-1885) cambió el nombre de Río seco por el de "Villa de María".
Durante la época de la emancipación argentina, por su posición estratégica las autoridades resolvieron que esta Villa sirviera de centro de concentración de las fuerzas, que se enviaban al Ejército del Norte, como asimismo de los prisioneros españoles que después eran remitidos a los fuertes próximos de La Candelaria, Saladillo, Puesto de Sánchez y San Juan.
En Villa de Río Seco, hoy Villa de María, existió una antiquísima capilla bajo la advocación de la Virgen de Nuestra Señora del Rosario, que dio motivo a un suceso singular. Los indios del Chaco, en uno de sus malones, llegaron a mediados del siglo XVIII hasta esta población consiguiendo robar a la Virgen. Los vecinos que le profesaban una gran veneración, decidieron rescatarla.
A tal objeto organizaron una expedición y provistos de toda clase de armas, llegaron a sus tolderías y después de encarnizado combate lograron rescatarla restituyéndola a su santuario, siendo desde entonces esta imagen conocida como "La Cautivita".
El 13 de junio de 1874 nació en Villa de María Leopoldo Lugones, poeta cuya obra trasciende a través del tiempo. Su casa natal fue adquirida por el Gobierno de
Córdoba, tomando posesión de la misma el día 19 de febrero de 1945. El 12 de junio de 1946 se inauguró en ella un Museo Lugoniano, una biblioteca popular y un taller de tejidos autóctonos.
Fue declarada Lugar Histórico, por decreto N.º 8.350 el 10 da abril de 1944, y el 11 de junio de 1957, por decreto N.º 6.183, Monumento Histórico Nacional.
A 200 metros por la calle La Cautivita, se accede al cerro Romero. Al pie del mismo, el Monolito de Pancho Ramírez señala el lugar donde fue expuesta la cabeza del caudillo entrerriano decapitado en 1821 en las cercanías de la villa; y las ruinas de la antigua ermita de donde según la tradición los indios raptaron la imagen de la Virgen del Rosario que luego dio origen a la historia del rescate de la Cautivita, rememorada cada segunda semana de octubre en las celebraciones de la Fiesta Patronal.

## Geografía

### Datos Geográficos
Enclavada en el Valle del Río Seco de cinco kilómetros de largo de norte a sur y con un promedio de 1,5 km de este a oeste, tiene un clima cálido tropical en verano y frío continental en invierno con temperaturas extremas de 42 °C y -10 °C. Sin embargo lo extremo de sus temperaturas la media anual ronda los 25 grados sumamente agradable tanto en verano como en invierno. El Valle aludido anteriormente está regado por las aguas del Río Seco cuyos afluentes más importantes son el Santanilla (Santa Ana), el río Jordán, el río El Silverio y otros afluentes menores como arroyos y manantiales de aparición estival. Las aguas del mismo con alto contenido de yodo le dan una particular coloración rojiza destacable especialmente en la zona serrana a pocos kilómetros de la Villa de María. Las aguas torrentosas en la región serrana se van volviendo mansas cada vez que se van acercando más hacia la villa donde a pocos kilómetros al este de la misma desaparecen bajo las arenas en la zona denominada El Bañado pasando así a aumentar el caudal subterráneo que alimenta la cuenca de la laguna Mar Chiquita (Mar de Ansenuza).Ubicada sobres las estribaciones de las sierras de Ambargasta del cordón montañoso de las Sierras Chicas, su paisaje está integrado por pequeñas elevaciones que no superan los mil metros de altura. Entre sus cerros de mayor altura encontramos el cerro de Las Mesas a 2,5 km al oeste de la Villa y el cerro Salamanca al este de la misma, auténticos atalayas de la zona.

### Ubicación
Se encuentra a la vera del curso de escaso caudal llamado Río Seco, el cual fluye de oeste a este, desde las Sierras de Córdoba hacia la Laguna de Mar Chiquita. El entorno posee naturalmente un ecotono entre la Pampa Húmeda y el Chaco Austral en donde se encuentran parques de algarrobo blanco, algarrobo negro, chañar y mistol; aunque en la actualidad gran parte de la zona ha sido desmontada para el cultivo de soja y la expansión de la ganadería vacuna, ganadería que desplaza a la tradicional de caprinos.
La población se encuentra unos 170 km al norte de la ciudad de Córdoba y en la encrucijada de la RN9 (la cual en parte sigue la traza del antiguo Camino Real español) y la provincial 32.

### Clima
El clima es tropical con características semejantes a las mediterráneas, pero la diferencia con el clima mediterráneo es que en Villa de María la estación seca se da en invierno, no en verano. Según la clasificación climática de Köppen es el clima Cwa mesotérmico tropical con invierno seco. Las temperaturas extremas registradas fueron de 49,1 °C de máxima, registrada el 2 de enero de 1920, la temperatura más alta registrada en la Historia de Argentina y América de Sur y   –10,5 °C de mínima.
| Parámetros climáticos promedio de Villa de María                          | Parámetros climáticos promedio de Villa de María | Parámetros climáticos promedio de Villa de María | Parámetros climáticos promedio de Villa de María | Parámetros climáticos promedio de Villa de María | Parámetros climáticos promedio de Villa de María | Parámetros climáticos promedio de Villa de María | Parámetros climáticos promedio de Villa de María | Parámetros climáticos promedio de Villa de María | Parámetros climáticos promedio de Villa de María | Parámetros climáticos promedio de Villa de María | Parámetros climáticos promedio de Villa de María | Parámetros climáticos promedio de Villa de María | Parámetros climáticos promedio de Villa de María |
| Mes                                                                       | Ene.                                             | Feb.                                             | Mar.                                             | Abr.                                             | May.                                             | Jun.                                             | Jul.                                             | Ago.                                             | Sep.                                             | Oct.                                             | Nov.                                             | Dic.                                             | Anual                                            |
| ------------------------------------------------------------------------- | ------------------------------------------------ | ------------------------------------------------ | ------------------------------------------------ | ------------------------------------------------ | ------------------------------------------------ | ------------------------------------------------ | ------------------------------------------------ | ------------------------------------------------ | ------------------------------------------------ | ------------------------------------------------ | ------------------------------------------------ | ------------------------------------------------ | ------------------------------------------------ |
| Temp. máx. abs. (°C)                                                      | 49.1                                             | 43.0                                             | 40.0                                             | 36.8                                             | 35.9                                             | 30.6                                             | 35.2                                             | 38.4                                             | 40.0                                             | 42.8                                             | 41.8                                             | 43.9                                             | 49.1                                             |
| Temp. máx. media (°C)                                                     | 32.0                                             | 30.0                                             | 28.0                                             | 24.5                                             | 21.5                                             | 18.8                                             | 18.7                                             | 21.6                                             | 23.3                                             | 27.7                                             | 29.3                                             | 31.3                                             | 25.6                                             |
| Temp. media (°C)                                                          | 25.0                                             | 23.6                                             | 21.5                                             | 18.4                                             | 15.1                                             | 11.9                                             | 11.4                                             | 13.7                                             | 14.4                                             | 19.7                                             | 21.8                                             | 24.2                                             | 18.4                                             |
| Temp. mín. media (°C)                                                     | 18.0                                             | 17.3                                             | 15.4                                             | 12.3                                             | 8.7                                              | 5.0                                              | 4.1                                              | 5.8                                              | 5.6                                              | 11.7                                             | 14.4                                             | 17.1                                             | 11.3                                             |
| Temp. mín. abs. (°C)                                                      | 5.2                                              | 4                                                | 0.8                                              | -2.4                                             | -6.9                                             | -8.4                                             | -10.5                                            | -9.2                                             | -6.2                                             | -2.2                                             | 0.6                                              | 3.6                                              | -10.5                                            |
| Precipitación total (mm)                                                  | 114.3                                            | 115.5                                            | 116.6                                            | 64.3                                             | 24.5                                             | 9.1                                              | 8.0                                              | 4.9                                              | 20.8                                             | 64.8                                             | 89.8                                             | 120.3                                            | 752.9                                            |
| Fuente n.º 1: SMN Argentina promedio 1981-1990>                           |                                                  |                                                  |                                                  |                                                  |                                                  |                                                  |                                                  |                                                  |                                                  |                                                  |                                                  |                                                  |                                                  |
| Fuente n.º 2: Servicio Meteorológico Nacional (precipitaciones 1991-2020) |                                                  |                                                  |                                                  |                                                  |                                                  |                                                  |                                                  |                                                  |                                                  |                                                  |                                                  |                                                  |                                                  |

Humedad relativa promedio anual: 72%

### Población
Cuenta con 6173 habitantes (Indec, 2022), lo que representa un incremento del 25,7% frente a los 4648 habitantes (Indec, 2010) del censo anterior.
| Gráfica de evolución demográfica de Villa de María entre 1991 y 2022 |
|                                                                      |
| Fuente: Censos nacionales del INDEC                                  |

### Sismicidad
La sismicidad de la región de Córdoba es frecuente y de intensidad baja, y un silencio sísmico de terremotos medios a graves cada 30 años en áreas aleatorias. Sus últimas expresiones se produjeron:
- 22 de septiembre de 1908 (116 años), a las 17.00 UTC-3, con 6,5 Richter, escala de Mercalli VII; ubicación 30°30′0″S 64°30′0″O / -30.50000, -64.50000; profundidad: 100 km; produjo daños en Deán Funes, Cruz del Eje y Soto, provincia de Córdoba, y en el sur de las provincias de Santiago del Estero, La Rioja y Catamarca[5]

- 16 de enero de 1947 (78 años), a las 2.37 UTC-3, con una magnitud aproximadamente de 5,5 en la escala de Richter (terremoto de Córdoba de 1947)[4]

- 28 de marzo de 1955 (70 años), a las 6.20 UTC-3 con 6,9 Richter: además de la gravedad física del fenómeno se unió el desconocimiento absoluto de la población a estos eventos recurrentes (terremoto de Villa Giardino de 1955)

- 7 de septiembre de 2004 (20 años), a las 8.53 UTC-3 con 4,1 Richter

- 25 de diciembre de 2009 (15 años), a las 21.42 UTC-3 con 4,0 Richter

## Economía y turismo
En la actualidad (marzo de 2008) gran parte de la economía se basa en las actividades agropecuarias derivadas de la siembra y cosecha de soja, así como de la ganadería vacuna; los bosquecillos naturales han sufrido recientemente una fuerte deforestación precisamente por la extensión de los cultivos sojeros, aunque existen aserraderos y carpinterías dedicados al trabajo de la madera de algarrobo (principalmente fabricación de muebles).
El turismo está en desarrollo, la infraestructura que la localidad posee son un hotel y un camping. En el centro de la población se encuentra una antigua iglesia parroquial dedicada a la Virgen del Rosario, dentro de tal iglesia se encuentra la también antigua escultura dedicada a tal advocación de la Virgen, escultura realizada entre 1690 y 1700, y llamada "La Cautivita" ya que estuvo en poder de los indígenas abipones.
Otro atractivo es la añosa casa natal de Leopoldo Lugones (1874-1938), actualmente convertida en museo.
En las adyacencias se encuentra el cerro Romero a cuyo pie se levanta la estatua dedicada a Francisco Ramírez.
Unos 15 km al este de la población se ubica la estación ferroviaria de Eufracio Loza que sirve para la salida de las producciones regionales.
Unos 35 km al sudoeste de Villa María del Río Seco se encuentra el parque arqueológico llamado Cerro Colorado, sitio que fuera sagrado para las antiguas poblaciones prehispánicas, y donde viviera y yacen los restos del cantautor folclórico pergaminense Atahualpa Yupanqui (1908-1992).

## Religión

### Parroquias de la Iglesia católica en Villa de María
Ruinas de la primera capilla
Al pie del cerro del Romero, se encuentran los cimientos de lo que fuera la primera capilla de la población en el lugar exacto donde existiera el antiguo fuerte que sirviera de protección para el rancherío de casas bajas que lo rodeaba, y desde el cual fuese llevada 'raptada' la imagen de N. Sra. del Rosario "La Cautivita".
Fiestas patronales
Todos los años, en el mes de octubre, se celebran las fiestas patronales en honor de la Virgen del Rosario "La Cautivita". Es tradición que termine el segundo domingo del mes y en la cual se celebran diferentes tipos de acontecimientos comenzando el día jueves de la primera semana con la "bajada" de la imagen de la Patrona del pueblo desde el cerro del Romero en procesión hasta el templo parroquial acompañada por los fieles y escoltada por las Agrupaciones Gauchas "Jinetes de la Virgen Cautiva" y "Los Lanceros de la Virgen" imagen por demás pintoresca de raigambre nacional y criolla.
Todos los días se reza la novena comenzando a las seis de la mañana con el Rosario de la Aurora por las calles del Pueblo, ocasión en que se acompaña a una réplica de la "Cautivita" realizada por el lutier y artesano local Gregorio Cabral. La imagen cada día recorre un lugar diferente del pueblo quedándose en alguna Institución o casa de familia hasta el día siguiente en que se vuelve a buscarlas para continuar el recorrido.
A la tarde, generalmente a las 7, se reza la Novena, el Rosario y Misa todos los días de la novena, siendo tradicional el día sábado previo a la fiesta mayor, la escenificación del Rescate de la Virgen, por parte de las agrupaciones gauchas locales, hecho que se realiza después de la Novena en horario de la noche frente a la iglesia.
Concluye la Novena con la Procesión por el pueblo con la imagen de la Virgen del Rosario, La Cautivita, y otras imágenes que visitan para esta ocasión venidas de localidades vecinas. Luego, se realiza el paso de las Carrozas de las Instituciones del Pueblo, las agrupaciones gauchas saludan a La Cautivita, concluyendo todo con el tradicional Baile Popular.
| Prelatura territorial | Deán Funes                 |
| --------------------- | -------------------------- |
| Parroquia             | Nuestra Señora del Rosario |